# Channa harcourtbutleri
Channa harcourtbutleri és una espècie de peix de la dels cànnids i de l'ordre dels perciformes. El seu nom científic honora la figura de Sir Harcourt Butler, un governador britànic de la regió. És inofensiu per als humans i venut com a aliment en els mercats de peix viu als voltants del llac Inle.

## Morfologia
Mesura 18,5 cm de llargària màxima i presenta el dors de negre a negre morat amb, de vegades, ratlles negres i obliqües sobre un fons gris fosc a la part posterior per sota de la línia lateral. El ventre és de color blanc brut a gris i amb taques grises fosques escampades. Gola amb punts blavencs i taques sobre un fons gris fosc, la qual té una aparença marbrenca. Absència d'escates a la regió gular del cap. Quatre escates predorsals. 34-38 radis tous a l'aleta dorsal i 23-26 a l'anal. 14-15 radis a les pectorals. 42-45 vèrtebres. La línia lateral, amb 44-45 escates, es corba cap avall entre les escates número 15 i 16. Aquesta espècie és la més estretament relacionada amb Channa gachua, de la qual es distingeix pels següents trets: perfil del cap de C. harcourtbutleri més pla i menys convex que el de C. gachua i el musell de C. harcourtbutleri és més convex (vist dorsalment) que el de l'altra espècie. A més, C. harcourtbutleri no té mai un ocel a l'extrem posterior de l'aleta dorsal (com s'esdevé en la forma subadulta de C. gachua).

## Ecologia
És un peix d'aigua dolça, pelàgic i de clima tropical endèmic del llac Inle (al sud de l'estat Shan, Birmània).
De la mateixa manera que altres cànnids, podria ésser un depredador.
Les seues poblacions al llac Inle semblen estables, la seua pesca és de baixa intensitat i hom creu que no es veu gaire afectat per la contaminació de l'aigua. Tot i així, és catalogat com a gairebé amenaçat per la Unió Internacional per a la Conservació de la Natura (UICN) a causa de la seua presència en un sol indret i la seua àrea de distribució restringida a l'esmentat llac, el qual té una superfície de 116 km².
És una de les espècies més petites dels cànnids i, per tant, necessita un aquari de mida mitjana amb àrees obertes, vegetació aquàtica, amagatalls, un substrat fangós i accés a la superfície per poder respirar-hi.